# 圣菲耶勒
圣菲耶勒（法語：Saint-Fiel，法語發音：[sɛ̃ fjɛl]）是法国克勒兹省的一个市镇，属于盖雷区，也是大盖雷城市公共社区的一部分。

## 地理
圣菲耶勒（46°12'48"N, 1°53'43"E）面积16.72 平方千米，位于法国新阿基坦大区克勒兹省，该省份为法国中部省份，位于法國中央高原西北部，北起安德尔省和谢尔省，西接维埃纳省，南至科雷兹省，东临多姆山省，东北与阿列省接壤。
与圣菲耶勒接壤的市镇（或旧市镇、城区）包括：昂泽姆、格莱尼克、盖雷、圣费尔、圣叙尔皮斯-勒盖雷图瓦。
圣菲耶勒的时区为UTC+01:00、UTC+02:00（夏令时）。

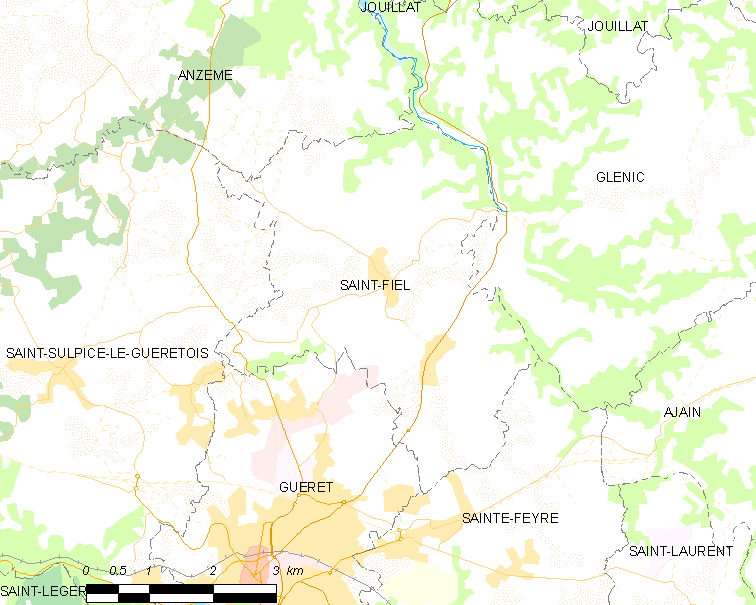
圣菲耶勒的OSM定位图

## 行政
圣菲耶勒的邮政编码为23000，INSEE市镇编码为23195。

## 政治
圣菲耶勒所属的省级选区为圣沃里县。

## 交通
克勒兹省省道D63线、D75A线和D940线等经过圣菲耶勒境内。

## 人口

1962-2008年间圣菲耶勒人口变化图示

圣菲耶勒于2022年1月1日时的人口数量为1079人。